# Любич (річка)

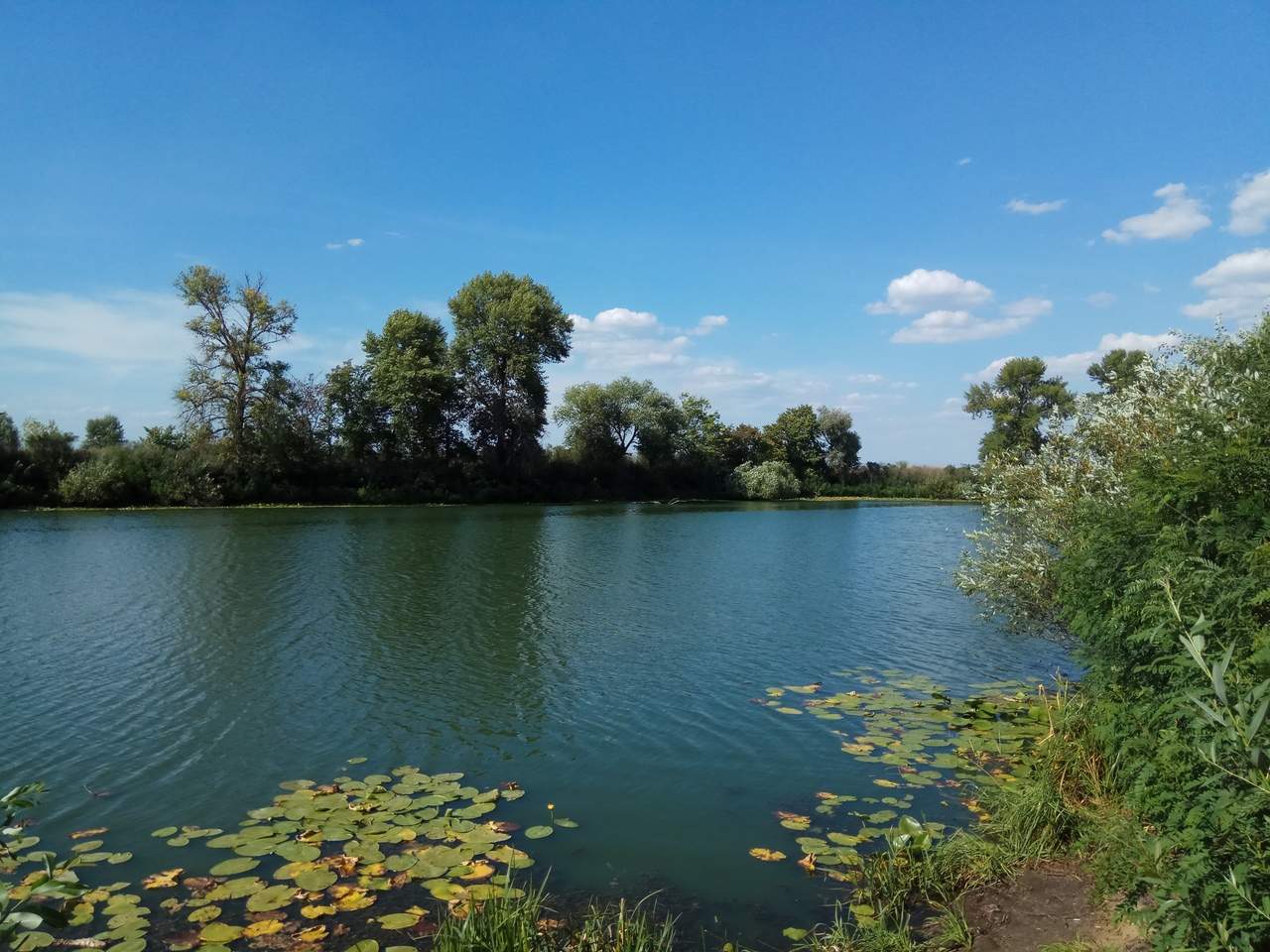
Річка Рать

Лю́бич (також Сліпець, Рать) — рукав (протока) річки Десни. Розташований у межах Чернігівського району Чернігівської області та Броварського району Київської області.
Довжина бл. 15 км. Річище неглибоке, течія швидкоплинна, ширина русла — від 10 до 30 м.
Починається (відділяється від Десни) на північний захід від села Крехаїв. Тече на південь, знову впадає у Десну на захід від села Літки. Разом з Десною формує найбільший в Україні річковий острів — Любичів.